# Laitasaari (ö i Norra Karelen, Joensuu, lat 62,55, long 29,32)
Laitasaari eller Venään Kaita är en ö i Finland. Den ligger i sjön Orivesi och i kommunen Libelits i den ekonomiska regionen  Joensuu ekonomiska region  och landskapet Norra Karelen, i den sydöstra delen av landet, 300 km nordost om huvudstaden Helsingfors. Öns area är 5,5 hektar och dess största längd är 1 kilometer i sydöst-nordvästlig riktning.